# Elberfelder SG 1851
Elberfelder SG 1851 – niemiecki klub szachowy z siedzibą w Wuppertalu, sześciokrotny mistrz Niemiec kobiet.

## Historia
Klub został założony w 1851 roku na fali sukcesów Adolfa Anderssena. Na początku XX wieku gośćmi klubu byli m.in. Emanuel Lasker, Rudolf Spielmann, Jacques Mieses, Jefim Bogolubow i Paul Saladin Leonhardt. Na przełomie lat 80. i 90. XX wieku klub skoncentrował się na szachach kobiecych, przyczyniając się do założenia Bundesligi. ESG sześciokrotnie wygrywał drużynowe mistrzostwo Niemiec kobiet, w latach 1993–1994 i 1996–1999. W latach 1996–1998 klub trzykrotnie uczestniczył w Pucharze Europy, docierając do półfinału w latach 1996 i 1998, a w sezonie 1997 kończąc rozgrywki na fazie ćwierćfinałowej. W Pucharze Europy zawodniczkami klubu były Gisela Fischdick, Ketino Kachiani-Gersinska, Vera Medunova, Jordanka Mičić, Marina Olbrich i Peng Zhaoqin. W 1999 roku ESG 1851 wycofał się z Bundesligi.